# 枯草菌
枯草菌（こそうきん、英: Bacillus subtilis）は、土壌や植物に普遍的に存在し、反芻動物やヒトの胃腸管に存在するグラム陽性のカタラーゼ陽性の細菌（糖化菌）である。片仮名表記ではしばしばバチルス・サブティリスかバシラス・サチリスが使用される。学名のラテン語をそのままカナ音写すると「バキッルス・スプティーリス」に近い。バキッルスが小さな棒、スプティーリスが細い、という意味である。

## 分布と特徴
土壌中や植物体に普遍的に存在する。空気中に飛散している常在細菌（空中雑菌）の一つでもある。
0.7-0.8 × 2-3 µmの大きさの好気性のグラム陽性桿菌である。中温性で、最適生育温度は25-35℃である。
芽胞を形成する。この形態となったとき、様々な環境ストレスや飢餓に対して耐久性を有する。その他の耐久機構として、外部DNAを取り込み自己ゲノムと相同組換えすることによって形質転換する能力 (自然形質転換能 (natural competence)) を持つ。これらの耐久機構の発現には長い時間を要する。枯草菌は素早く適時に環境ストレスに対応するため、ストレスシグマ因子などの環境ストレス応答機構を有する。この応答機構により熱、酸、塩基、エタノールなどへの暴露、およびグルコースやリン酸の飢餓に耐性を示す。
芽胞は熱や消毒薬などに対しても耐久性を示す。このため、一般的な消毒手法でも除去しきれないことがあり、培地や食品の汚染（コンタミネーション）の原因になることがある。ヒトに対する病原性を持たないため医学上問題視されることは少ないと考えられているが、菌血症、心内膜炎、呼吸器感染症、食中毒、眼感染症をごく稀に引き起こす。
藁などの枯れた草（特にイネ科草本の枯死した茎葉が多く用いられる）を水に浸けて煮沸すると、ほとんどの微生物はその熱によって死滅するが、枯草菌の芽胞は高い耐熱性を持つため生き残る。その後、浸出液を放置すると芽胞が発芽して、枯草菌が優占して繁殖する。枯草菌は好気性であるため浸出液の液面で増殖し、また菌膜（バイオフィルム）を産生して液面を覆うことが多い。この現象は、ルイ・パスツールが白鳥の首フラスコによる実験で微生物の自然発生説を否定した後、ジョン・ティンダルによってその例外的な現象として発見された。
この性質を利用して自然環境から枯草菌を分離することが可能である。また稲わらを用いた伝統的な納豆は、蒸すか煮た大豆を煮沸した稲わらで包んで製造するが、これは煮沸によって雑菌が死滅し、枯草菌の一種である納豆菌（Bacillus subtilis var. natto）の芽胞だけが生き残る性質を利用したものである。
煮沸後、一晩放置して枯草菌が増殖した浸出液を再び煮沸すると、枯草菌のほとんどは芽胞ではなく通常の菌体として増殖しているため、一回の煮沸では除去できない枯草菌のほとんどを加熱殺菌することが可能である。この滅菌方法を間欠滅菌と呼ぶ。通常は、間に一晩静置をそれぞれ挟んで煮沸を三回繰り返して行われる。この他、枯草菌芽胞を完全に除去するには、オートクレーブ滅菌（121℃、2気圧、15分以上）や乾熱滅菌（180℃、30分以上など）、濾過滅菌など、「滅菌」と呼ばれるレベルの殺菌処理が必要である。

## 歴史
1835年にクリスチャン・ゴットフリート・エーレンベルクによって発見された。最初に発見されたとき、Vibrio subtilisと名付けられた。Ferdinand Cohnによって現在の学名Bacillus subtilisが生まれたのは1872年であった。和名の枯草菌は、枯れた草の表面などからこの細菌が分離されることが多いために付けられた。Bacillus uniflagellatus、Bacillus globigii、Bacillus nattoはシノニムである。最初に研究対象となった細菌の一つである。現在でも細胞の発生と分化のモデル生物に一般的に用いられている。

## 利用
ある種の枯草菌が納豆菌（Bacillus subtilis var. natto）として納豆の製造に用いられるほか、一部の枯草菌が作るサチライシンなどのタンパク質分解酵素が洗剤に利用されるなど、代表的な有用微生物の一つに挙げられる。
煮沸した枯草の浸出液を放置して枯草菌を増殖させた後、池などから採取された水を加えると、細菌を餌とするゾウリムシなどの繊毛虫類がよく増殖する。そのため、これらの原生動物の分離培養にも用いられる。
分子生物学分野では、枯草菌はグラム陽性桿菌のモデル生物として扱われている。1997年には枯草菌ゲノムの解読が完了しており、遺伝子研究や遺伝子組換えによる有用微生物の開発にも用いられている。